# Роготченко Олексій Олексійович
Рого́тченко Олексі́й Олексі́йович (нар. 12 травня 1954, Київ) — український мистецтвознавець, член НСХУ (1979), професор (07.09.2021), доктор мистецтвознавства (2017), член-кореспондент  НАМ України (2021); Заслужений діяч мистецтв України (2005); голова секції критики та мистецтвознавства  КОНСХУ., головний редактор збірника ІПСМУ «МІСТ: Мистецтво, історія, сучасність, теорія»; куратор національних і міжнародних проектів, співкуратор українського павільйону 54-ї Венеційської бієнале (2011), член-кореспондент  НАМ України  (2021).

## Життєпис
Народився 12 травня 1954 року у Києві в родині письменника Олексія Петровича Роготченко (1919—2005) та мистецтвознавиці Стрелової Зої Костянтинівни (н. 1927). Спогади про творчу діяльність батьків, які вплинули на формування світогляду митця і науковця, увійшли до його книги «Мистецтвознавство: Роздуми і життя».
1971 року закінчив київську середню школу № 92. Закінчив Київський художній інститут (1975). Педагоги з фаху — П. Говдя, Л. Владич.
В Інституті проблем сучасного мистецтва Національної академії мистецтв України обіймає посаду провідного наукового співробітника, член спеціалізованої вченої ради ІПСМУ..
Одружений. Дружина — Роготченко Світлана Володимирівна (н. 1971). Син Роготченко Костянтин Олексійович (н. 1989) — художник.

## Нагороди і відзнаки
- Заслужений діяч мистецтв України (2005) (Указ президента України від 28 листопада 2006 р. № 1004).
- Член-кореспондент НАМ України  (2021)[3]
- Золота медаль Академії мистецтв України (від 18 квітня 2024 року, № 4/ 33-09, Київ)[10].

## Наукова та громадська діяльність
О. О. Роготченко — мистецтвознавець, культуролог, дослідник проблем художньої культури (зокрема образотворчого мистецтва України 1930—2000 років), історії сучасного образотворчого мистецтва України та світу,  декоративно-ужиткового мистецтва (художнього скла, кераміки, ковальської справи).
Досліджував біографії майстрів українського декоративного мистецтва, серед яких Петро Печорний, Людмила Жоголь, Володимир Борозенець, Іван Аполлонов та інші. Автор численних наукових оприлюднених публікацій, мистецтвознавчих матеріалів, підготовлених для радіопередач та телевізійних програм, монографічних досліджень.
З 2001 року очолює секцію критики та мистецтвознавства КОНСХУ.
З 2003 року є головним редактором збірки наукових праць ІПСМ «МІСТ: Мистецтво, історія, сучасність, теорія». Збірка мистецтвознавчих досліджень є унікальним фаховим виданням, що охоплює практично усі сфери мистецького життя країни. Її особливістю є толерантність до різних, часом принципово протилежних поглядів, шкіл, течій та уподобань сучасного мистецтвознавства та культурології.
Куратор національних і міжнародних мистецьких проектів; співкуратор українського павільйону 54-ї Венеційської бієнале спільно з і комісаром В. Сидоренком, художницею Оксаною Мась (2011).
З перших днів повномасштабної Російсько-української війни 2022 року  О.Роготченко виступив з низкою ініціатив волонтерського руху, серед яких мистецькі акції «ВОЛЬНАНОВА», арт-терапія у співпраці з Національним військово-медичним клінічним центром «Головний військовий клінічний госпіталь», акції НСХУ та ін. 
Академія мистецтв України привітала  Олексія Роготченка з 70-річним ювілеєм у 2024 році та відзначила його вагомий  внесок у розвиток вітчизняної науки про мистецтво і культуру, плідну діяльність у підготовці наукових кадрів та багаторічну волонтерську роботу.

### Монографії О.О.Роготченка
- Мистецтвознавство: Роздуми і життя. Київ: Фенікс, 2018. 788 с., іл. ISBN 978-966-1364-86-7
- Соціалістичний реалізм і тоталітаризм. Київ: Фенікс, 2007. 608 с., іл. ISBN 978-966-651-771-8 [19].
- Едуард Базилянський. Живопис, графіка. Національна Спілка художників України. Київська організація. — К. : Видавець Журавель С. В., 2006. — 31 с.: іл. — ISBN 966-96548-3-1
- Образотворче мистецтво радянської України 1930-х років// Львівська академія мистецтв. — Л., 2004. — 19 с.
- Ніна Косарєва. Заслужений майстер народної творчості УРСР, каталог // Чернівецька орг. Спілки художників УРСР — К. : Реклама, 1985.

### Наукові статті О.О.Роготченка
- Олександр Міловзоров: Каталог виставки творів / Спілка художників України, Галерея сучасного декоративного мистецтва «Триптих». Київ: Поліграфкнига, 1991. 48 с.: іл.
- Національна спілка художників України: Київська організація: Ювілейний альбом. Київ: Вид. дім «Карандаш», 2002. С. 52—86: іл.
- Архітектурне середовище Харкова 1930-х років у контексті сьогоднішнього розуміння проблеми // Мистецтвознавство / Спілка критиків та істориків мистецтва Інституту народознавства НАН України. Львів, 2004. Вип. 3. С. 141—151.
- Школа М. М.Бойчука як контркультура соцреалізму першої фази // МІСТ: Мистецтво, історія, сучасність, теорія: Зб. наук.-теор. пр. Київ, 2005. Вип. 3. С. 217—128.
- Митець від Бога: Тетяна Нилівна Яблонська // Україна. 2005. № 6/7. С. 17.
- Б-52, або П'ятдесят друга Венеційська бієнале // АРТ-Ukraine. 2007. № 1. С. 18—26.
- Перекличка деспотій // Україна. 2007. № 10. С. 90—91.
- Юрій Савченко: Каталог творів. Київ: ВХ[студіо], 2004. 36 с.: іл.
- Соціалістичний реалізм: Інфляція ідеї чи золотий запас? // Образотворче мистецтво. 2005. № 3. С. 53—54.
- Юрій Нагулко. Живопис: Каталог творів. Київ: ВХ[студіо], 2005. 48 с.: іл.
- Скульптор Іван Макогон // МІСТ: Мистецтво, історія, сучасність, теорія: зб. на-ук. пр. / Ін-т проблем сучас. мистецтва НАМ України. Київ: Хімджест, 2010. Вип. 7. С. 323—331.
- Пластична анатомія у контексті розвитку сучасної вітчизняної образот-ворчості // МІСТ: Мистецтво, історія, сучасність, теорія: зб. наук. пр. / Ін-т про-блем сучас. мистецтва НАМ України. Київ: Фенікс, 2012. Вип. 8. С. 279—306.
- Крістіан Шад — дадаїст // Художня культура. Актуальні проблеми: зб. наук. пр. / Ін-т проблем сучас. мистецтва НАМ України. Київ: Хімджест, 2013. Вип. 8. С. 323—334.
- КОНСХУ: Шляхи розвитку і становлення // МІСТ: Мистецтво, історія, сучасність, теорія: зб. наук. пр. / Ін-т проблем сучас. мистецтва НАМ України. Київ: Фенікс, 2013. Вип. 9. С. 215—235.
- Intellectual art at the Venice Biennale: Ukrainian component.// Ars Longa. Cuadernos de Arte./ Department d'Historia de l'Art, Universitat de Valencia, 2019. Num. 28, P. 279—284.
- Mykola Leontovych's pedagogical legacy in Podillia (late 19th and early 20th cent.) / Rohotchenko Oleksii, Zuziak Tetiana, Lavrinenko Oleksandr, Marushchak Oksana// Society. Integration. Education/ Rezekne Academy of Tehnologies. Rezekne, 2020. Vol. 2, P. 492—502.

### Художня діяльність
О. Роготченко відомий як автор ковальських виробів та творів емальєрного мистецтва, що експонувалися на всеукраїнських та міжнародних художніх виставках. Один із засновників Творчої спілки ковалів України.